# Роанок
35°56′13″ пн. ш. 75°42′32″ зх. д. / 35.936944444444° пн. ш. 75.708888888889° зх. д.

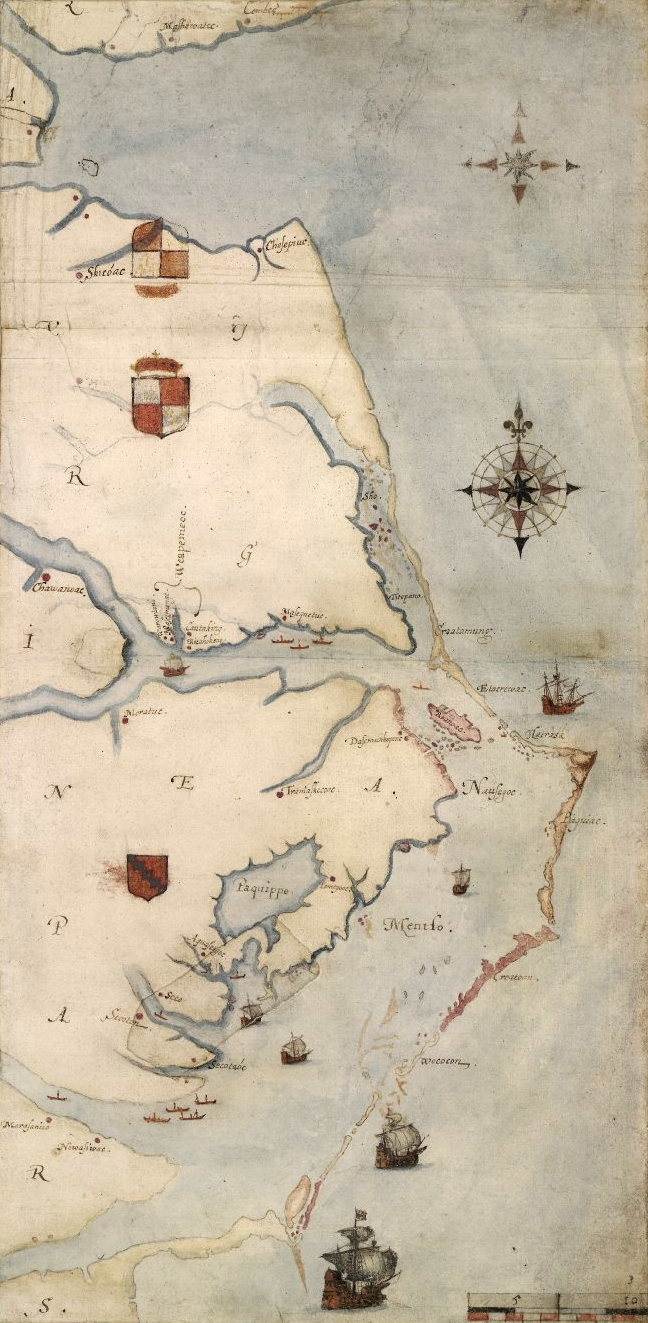
Англійська карта східного узбережжя Північної Америки від Чесапікської затоки до мису Лукаут, складена в 1585 році Джоном Вайтом (Британський музей). Острів Роанок позначений рожевим кольором

Колонія Роанок (англ. The Roanoke Colony), також відома як «Втрачена колонія» (англ. Lost Colony) — англійська колонія на однойменному острові (нині — в окрузі Дер, Північна Кароліна, США), заснована на кошти сера Волтера Релі при королеві Єлизаветі I з метою створення першого постійного англійського поселення в Північній Америці.
Колонія Роанок була заснована губернатором Ральфом Лейном у 1585 році на острові Роанок у сучасному окрузі Дейр в Північній Кароліні, США. У 1586 році, через затримку місії поповнення запасів від сера Річарда Гравіла, Лейн покинув колонію та повернувся до Англії на кораблях Френсіса Дрейка. Гравіл прибув через два тижні та також повернувся додому, залишивши невеликий загін для захисту претензій Волтера Релі.
Після невдачі поселення 1585 року, друга експедиція, очолювана Джоном Вайтом, висадилася на тому самому острові в 1587 році та заснувала інше поселення — «Місто Релі» (Cittie of Raleigh) у Чесапікській затоці. Ця спроба стала відомою як Втрачена колонія через подальше незрозуміле зникнення її населення. Друга група числом понад сотню вважається зниклою. Її голова, Джон Вайт, який вирушив до Англії по підмогу, не виявив колоністів після повернення, зате на стовпі частоколу було надряпано слово «Cro» (ймовірно, початкові літери Кроатоан).
Популярна історія про «зниклу колонію», тісно пов'язана з сусіднім індіанським плем'ям кроатоан, послужила основою широкому творчому доробку й згадкам у кінематографі. Найбільш поширена думка, що колоністи потрапили в полон до місцевих ворожих племен, або були вивезені з острова іспанцями.
Доля приблизно 112—121 колоніста залишається невідомою. Припущення про те, що вони асимілювалися з сусідніми індіанськими громадами, з'являються ще в 1605 році. Розслідування колоністів Джеймстауна дали повідомлення про те, що поселенців Роанока було вбито, а також історії про людей з європейськими рисами в індіанських поселеннях, але вагомих доказів не було надано.
Інтерес до цього питання відновився в 1834 році, коли Джордж Бенкрофт опублікував свій опис подій в «Історії Сполучених Штатів». Опис Бенкрофтом колоністів, зокрема малолітньої онуки Вайта Вірджинії Дейр, назвав їх основоположними фігурами американської культури та захопив уяву публіки. Незважаючи на цей відновлений інтерес, сучасні дослідження не знайшли археологічних доказів того, що пояснити зникнення колоністів.

## Перша група поселенців
27 квітня 1584 року Релі відправив експедицію, яку очолювали Філіп Амадес та Артур Барлоу, з метою дослідити східне узбережжя Північної Америки. На острів Роанок вони прибули 4 липня і незабаром встановили відносини з місцевими жителями, племенами Секотан і Кроатан. Барлоу повернувся до Англії разом із двома кроатанцами на ім'я Мантео і Уанчиз, які описали Релі політику та географію області. Грунтуючись на цій інформації, Релі надіслав другу експедицію на чолі з сером Річардом Гренвіллом. Йому було наказано додатково дослідити цей район і повернутися до Англії з доповіддю про успіх операції.
Флотилія Гренвілл вирушила в дорогу з Плімуту 9 квітня 1585 року. Вона складалася з п'яти кораблів: «Тигр» (корабель Гренвілл), «Косуля», «Червоний Лев», «Єлизавета» та «Дороті». Біля узбережжя Португалії флотилія зіштовхнулася зі штормом, який відокремив «Тигра» з інших кораблей. На подібний випадок у капітанів було підготовлено план дій, згідно з яким вони мали зустрітися в Пуерто-Рико. 11 травня «Тигр» прибув «Бухту Мускіто».
Акварельне зображення форту, спорудженого в «Бухті Мускіто». Він має деякі подібності до форту, побудованого на острові Роанок.
Чекаючи на інші кораблі, Гренвілл налагодив відносини з жителями іспанських колоній в Америці. Крім того, він збудував форт. «Єлизавета» прибула незабаром після закінчення його спорудження. Зрештою Гренвілл не став чекати на інші кораблі і вирушив у дорогу 7 червня. Форт виявився покинутим, а його місцезнаходження залишилося невідомим.
26 червня «Тигр» пропливав Окракок-Інлет, але сів на мілину і втратив більшу частину запасів їстівного. Після лагодження на початку липня «Тигр» зустрівся з «Косулею» та «Дороті», які прибули до води Зовнішніх мілин разом із «Червоним Левом» кількома тижнями раніше. Проте «Червоний Лев» висадив своїх пасажирів, яке екіпаж вирушив у Ньюфаундленд, щоб займатися каперством.

## У Новому Світі
29 липня 1585 року експедиція прибула до берегів Америки. Після початкової розвідки материкового узбережжя та місцевих індіанських поселень, англійці звинуватили тубільців із села Аквакогок у крадіжці срібної чашки. Село було зруйновано і спалено разом із вождем племені. Ця подія також описується Річардом Гаклюйтом. Його звіти ґрунтуються на відомостях, отриманих від різних банкірів, у тому числі від самого Уолтера Релі. Сам Хаклюйт ніколи не бував у Новому Світі.
Незважаючи на цей інцидент і відсутність продовольства, Гренвілл вирішив залишити Ральфа Лейна та 107 чоловіків для створення англійської колонії на північному краю острова Роанок, пообіцявши повернутися у квітні 1586 року з великою кількістю людей та свіжих матеріалів. Група на чолі з Лейном висадилася на берег 17 серпня 1585 і побудувала невеликий форт на острові. На даний момент не існує ніяких його зображень, але він був схожий на форт, споруджений в «Бухті Мускіто».
До квітня 1586 Лейн організував експедицію, що зайнялася дослідженням річки Роанок і, можливо, пошуком легендарного «фонтану молодості». Однак відносини з сусідніми племенами були настільки зіпсовані, що індіанці напали на експедицію, яку очолює Лейн. У відповідь колоністи напали на центральне село аборигенів, де вбили їх вождя Вінджина.
Після квітня флоту Гренвілла все ще не було. Колонія існувала важко через брак продовольства. З іншого боку, форт атакували місцеві індіанці, але колоністи змогли їм протистояти. На щастя для поселенців, у червні повз Роанок пропливала експедиція сера Френсіса Дрейка, що поверталася додому з успішного походу на Кариби. Дрейк запропонував колоністам повернутись з ним до Англії. Багато хто погодився, у тому числі і металург Іоакім Ганс. Так поселенці Роанока привезли до Європи тютюн, цукрову кукурудзу та картоплю.
Допоміжний флот Гренвілл прибув через два тижні після відплиття колоністів з Дрейком. Знайшовши покинуту колонію, Гренвілл вирішив повернутися в Англію, залишивши на острові лише 15 осіб для підтримки англійської присутності та прав Релі на колонізацію Роанока.

## Друга група
У 1587 році Релі направив другу групу, яка мала колонізувати Чесапікську затоку. Цю групу зі 155 осіб очолював Джон Уайт, художник та друг Релі; він також брав участь і в минулих експедиціях у Роанок. Новим колоністам поставили завдання знайти 15 людей, які залишили в Роанок. Проте, прибувши туди 22 липня 1587 року, вони не знайшли жодних їх слідів, крім останків (кісток) єдиної людини.[6] Одне місцеве плем'я, все ще дружнє до англійців, Кроатоан на сучасному острові Хаттераса, повідомило, що чоловіки зазнали нападу, але дев'ятеро вижили і припливли на їхнє узбережжя в човні.
Командувач флотом Симон Фернандес не дав колоністам повернутися на кораблі і наказав облаштувати нову колонію острові Роанок.
Уайт знову налагодив відносини із племенем Кроатоан. Однак ображені племена, на які напав Лейн, відмовилися зустрічатися з новими колоністами. Незабаром після цього колоніст на ім'я Джордж Гоу був убитий тубільцями, коли шукав крабів наодинці в Альбімейл Саунд. Знаючи, що трапилося під час перебування Ральфа Лейна, колоністи, які побоювалися за свої життя переконали голову колонії Уайта повернутися в Англію, щоб пояснити ситуацію в колонії і попросити допомоги. У момент відплиття Уайта в Англію на острові залишалося 115 чоловіків і жінок, а також новонароджена онука Уайта, Вірджинія Дейр — перша дитина-англієць, народжена в Америці.
Перетин Атлантики наприкінці року був ризикованим наміром. Плани надання надзвичайної допомоги флоту були виконані із запізненням, викликаним відмовою капітанів пливти назад протягом зими. Незабаром після цього Англія була атакована Непереможною армадою під час англо-іспанської війни. Кожне англійське судно було задіяно у битві, через що Уайт повернувся в Роанок. Навесні 1588 Уайт придбав два невеликих корабля і вирушив до Роаноку. Його плани було зірвано: бажаючи отримати вигоду, капітани спробували захопити кілька іспанських кораблів, які вирушали за кордон. Капітанів захопили, а їхній вантаж відібрали. Уайт був змушений повернутися до Англії, оскільки йому не було чого везти колоністам. Таким чином, через війну з Іспанією Уайт не зміг вирушити в колонію ще три роки. Зрештою, він зміг сісти на судно каперів, попросивши зупинитися у Роанока по дорозі з Кариб.
18 серпня 1590, на третій рік народження своєї онуки, Уайт нарешті прибув на острів, але знайшов поселення покинутим. Він організував пошуки, але його люди так і не змогли знайти слідів колоністів. Приблизно 90 чоловіків, 17 жінок та 11 дітей зникли; не було ніяких ознак боротьби чи битви.
Єдиним ключем були літери CRO, вирізані на одному з дерев недалеко від форту, а на частоколі навколо села було слово CROATOAN. Також було знайдено два поховані скелети. Всі будівлі та укріплення були розібрані, що означало, що поселенці були змушені швидко піти. До того, як колонія зникла, Уайт ухвалив, що якщо щось трапиться з ними, вони повинні будуть зобразити мальтійський хрест на дереві недалеко від них; це означало б, що вони змушені були піти. Жодного хреста не було, і Уайт на підставі цього вважав, що вони пересунулися вглиб острова Кроатан. Продовжувати пошуки здавалося немислимим: насувався сильний шторм, а його люди відмовилися йти далі. Наступного дня вони покинули острів.